# 5563 Yuuri
Az 5563 Yuuri (ideiglenes jelöléssel (5563) 1991 VZ1) a Naprendszer kisbolygóövében található aszteroida. Ueda és Kaneda fedezte fel 1991. november 9-én.